# ألفونسو لوبيز الثالث
ألفونسو لوبيز الثالث (بالإنجليزية: Alfonso López III)‏ مواليد 16 مايو 1982 في كوربوس كريستي، هو ملاكم محترف أمريكي يصنف ضمن فئة الوزن الثقيل.

## إحصائيات
خاض خلال مسيرته 28 نزالا، فاز في 25 ولم يتعادل وخسر في 3. فاز بالضربة القاضية في 20 نزالا.

## وصلات خارجية
- ألفونسو لوبيز الثالث على موقع بوكس ريك (الإنجليزية) (registration required)

- الموقع الرسمي